# Mariela Castro Espín
Mariela Castro Espín   (l'Havana, 27 de juliol de 1962) és una política cubana, directora del Centre Nacional d'Educació Sexual de Cuba a l'Havana i una activista pels drets dels homosexuals a Cuba. És la filla del president Raúl Castro i de Vilma Espín Guillois.

## Biografia
Mariela Castro és filla de l'ex primer secretari del Partit Comunista Raúl Castro i de la feminista i revolucionària Vilma Espín, i neboda de l'ex primer secretari i destacat revolucionari cubà Fidel Castro. Té un germà, Alejandro Castro Espín. Castro afirma que quan era petita, va créixer en una societat homòfoba on els membres de la comunitat LGBT+ eren objectiu implacable tant en termes de lleis com de polítiques i estàndards socials i expectatives tradicionals. Castro va declarar més tard a la vida que ella i els seus companys "ririen dels gais, es burlarien d'ells". Castro va estudiar dansa moderna i psicologia infantil.
Castro ha publicat 13 articles acadèmics i nou llibres.
El 26 de setembre de 2019, es va revelar que l'administració del president dels Estats Units, Donald Trump, va emetre una prohibició de viatjar al líder cubà Raúl Castro i als seus fills com a conseqüència del suport de Castro a Veneçuela, encapçalat pel president veneçolà, Nicolas Maduro. El secretari d'Estat dels Estats Units, Mike Pompeo, va declarar que "Raúl Castro és responsable de les accions de Cuba per apuntalar l'antic règim de Maduro a Veneçuela mitjançant la violència, la intimidació i la repressió".